# アルフレッド・パーティケル
エルンスト・フリッツ・アルフレッド・パーティケル(ドイツ語:Ernst Fritz Alfred Partikel、1888年10月7日 - 1945年10月20日失踪) は、ドイツの芸術家。

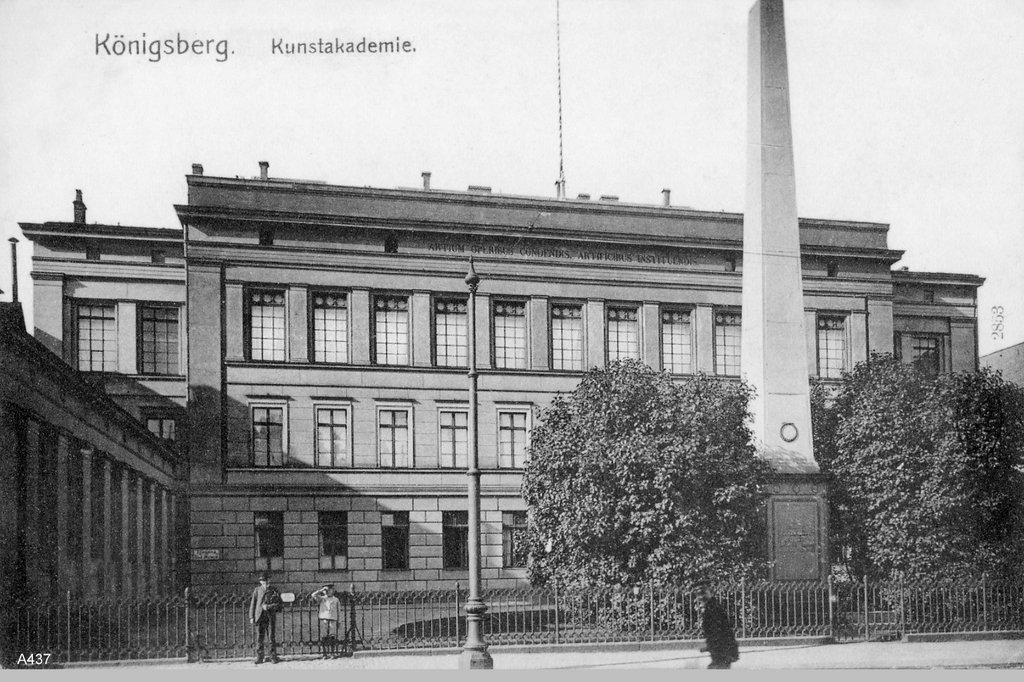
1929年から1944年までパーティケルが教授を務めたケーニヒスベルク芸術学校。

## 経歴
東プロイセンのゴウダプ郡で生まれた。インステルブルクの学校に通い、1905年から07年にかけてケーニヒスベルクの芸術アカデミーで学んだ。1908年にはミュンヘンに、1910年にはヴァイマルに移り、ヴァイマル芸術学校で学んだ。
1911年から1921年までベルリンで活動し、第一次世界大戦ではドイツ軍に従軍した。
1929年にケーニヒスベルク芸術学校の風景画の教授となり、1930〜31年にはローマのヴィラ・マッシモの客員となった。また、マックス・ペヒシュタインがニダに設立した「アーティスト・コロニー」のメンバーでもあった。
1937年にナチスが政権を取った後、彼の作品は 「退廃芸術」に指定され、いくつかの美術館から没収された。
1945年2月、第二次世界大戦下の東プロイセン攻勢の影響により、ケーニヒスベルクからアーレンショープまで自転車で避難したが、その後消息不明となった。

## 失踪
1945年10月20日にアーレンショープの近くの森でキノコ狩りをしていたが、そのまま消息不明となった。遺体は発見されなかった。

## 作品

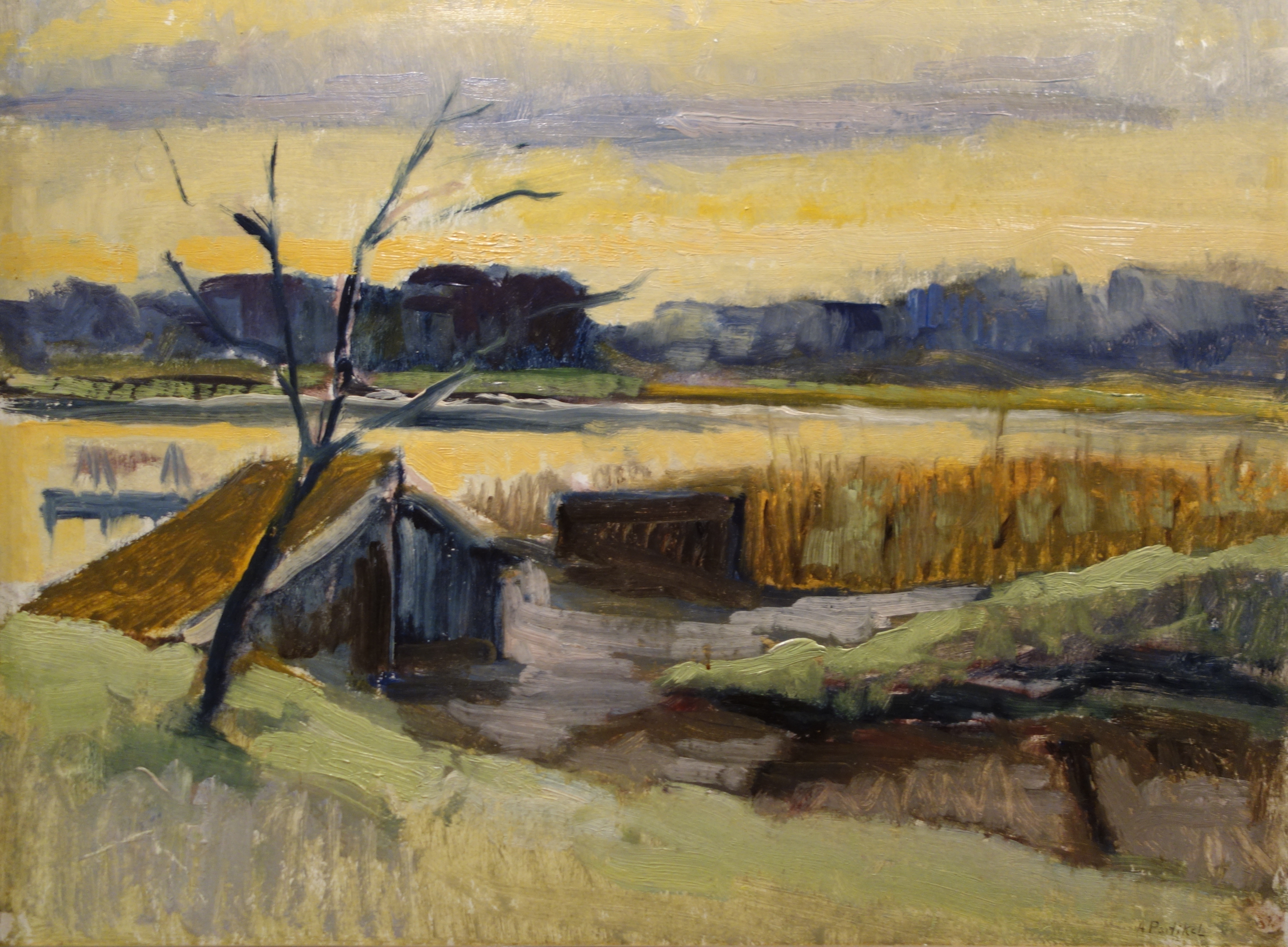
アーレンスホープ近くの風景
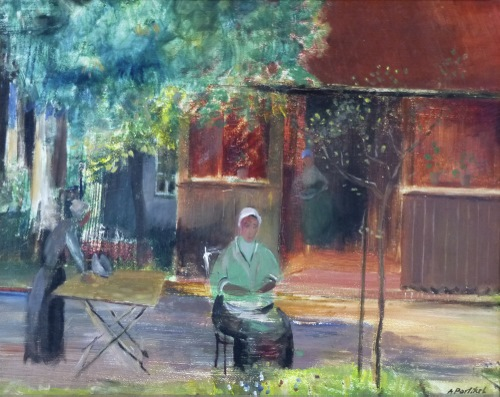
赤い家の前で
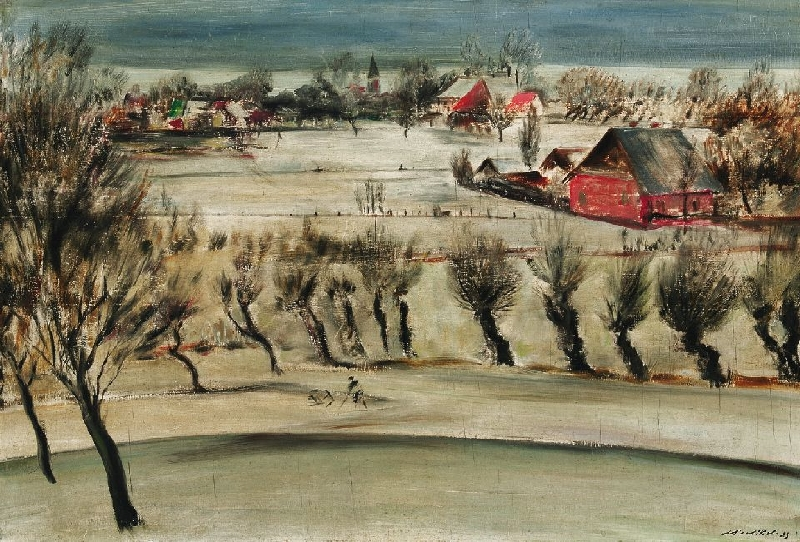
冬の風景